# Nemanja Maksimović
Nemanja Maksimović (serbisch-kyrillisch Немања Максимовић, * 26. Januar 1995 in Banja Koviljača) ist ein serbischer Fußballspieler.

## Karriere

### Verein
Nemanja Maksimović begann seine Profikarriere im Jahre 2013 beim slowenischen Verein NK Domžale. Im Februar 2015 wurde er vom kasachischen Erstligisten FK Astana verpflichtet, mit dem er die kasachische Premjer-Liga 2015 gewann. Im Rückspiel der Play-offs zur UEFA Champions League 2015/16 gegen APOEL Nikosia lag FK Astana bis zur 84. Minute mit einem 0:1-Rückstand hinten, bevor Nemanja Maksimović zum 1:1-Ausgleich traf. Dadurch qualifizierte sich der FK Astana als erste Mannschaft aus Kasachstan für die Gruppenphase der Champions League.
Im Juli 2017 wechselte er nach Spanien zum FC Valencia, bei dem er einen bis Juni 2022 laufenden Vertrag erhielt. Im Juli 2018 schloss er sich dem Ligakonkurrenten FC Getafe an.

### Nationalmannschaft
Mit U-19 wurde er Europameister 2013. Mit der U-20 gewann Maksimović die U-20-Fußball-Weltmeisterschaft 2015, wobei er den entscheidenden Treffer im Finale gegen Brasilien erzielte. Am 23. März 2016 debütierte der Mittelfeldspieler in der Serbischen Nationalmannschaft.

## Erfolge
- Kasachischer Meister: 2015, 2016